# فرودگاه شهری سیراکیوز
فرودگاه شهری سیراکیوز (به انگلیسی: Syracuse Municipal Airport) یک فرودگاه شهری است . این فرودگاه در کشور ایالات متحده آمریکا قرار دارد .